# Califfato di Sokoto
Il Califfato di Sokoto, chiamato anche Impero di Sokoto o Impero fulani, dal nome dell'etnia predominante, fu uno degli Stati più potenti dell'Africa subsahariana negli anni precedenti alla colonizzazione europea.

## Storia
I fulani erano tradizionalmente un popolo nomade, una comunità pastorale, allevatori di mucche, capre e pecore. Essi popolavano i pascoli fra le città dell'Africa occidentale. Con l'aumento dei commerci, un buon numero di fulani cominciò a stabilirsi nelle città, formando una ben distinta minoranza.
I fulani erano principalmente musulmani, come lo erano i governanti dei principali stati della regione. L'Islam dei governanti di questi stati era così fragile che essi si riconvertirono rapidamente all'animismo nazionalistico quando furono minacciati. Fra il XVII e il XVIII secolo i fulani cominciarono a organizzare varie rivolte contro i governanti che li opprimevano. Questi stabilirono un certo numero di piccoli, e solitamente poco duraturi, emirati a ovest del Sahel.
Gli stati più potenti della regione furono le città-stato degli hausa. Queste erano abitate da una cospicua popolazione fulani, in genere considerata alla stregua di cittadini di seconda classe. Col passare dei secoli, però, gli hausa e i Fulani divennero piuttosto integrati. Uno dei regni più remoti degli Stati hausa fu quello di Gobir. Povero e alla periferia dei territori hausa, fu governato da un re del defunto Impero Gao. Questo regno fu ricordato per il suo dispotismo sia verso i sudditi fulani sia verso quelli hausa.
Uno dei più riveriti religiosi della regione, Usman dan Fodio, un fulani urbanizzato, viveva nel Gobir. Con l'approvazione iniziale di Bawa, il re di Gobir, gli fu permesso di fondare una comunità religiosa a Degel. In cambio, dan Fodio benedisse la monarchia ed educò il nipote di Bawa e suo erede Yunfa. Quando Yunfa divenne re, tuttavia, decise di revocare l'autonomia della comunità di dan Fodio e di far assassinare dan Fodio stesso.
Degel fu difesa ma, impossibilitati a resistere contro l'esercito di Yunfa, dan Fodio e i suoi seguaci fuggirono da Gobir. Dall'esilio dan Fodio proclamò il jihād contro gli oppressori in tutta la regione e questo diede inizio alla guerra fulani. Dopo aver raccolto fra le sue file un gran numero di fulani e anche molti hausa, la rivolta generalizzata fece cadere la maggior parte dei governi nella regione degli hausa. Dan Fodio fu proclamato capo del nuovo impero.

## Crescita dell'Impero
Dalla sua culla nell'Hausaland, l'Impero fulani si espanse rapidamente nella regione. Le pianure a ovest furono annesse mentre a sud i fulani conquistarono la regione settentrionale dello Yorubaland (Ìlẹ-Yorùbá). La loro espansione fu fermata a oriente dal regno di Kanem-Bornu nel 1810. Poiché la forza dei fulani era basata su una potente cavalleria, essi non poterono espandersi ulteriormente a sud, dal momento che i cavalli non erano efficaci nelle foreste della zona e non potevano resistere al clima di queste latitudini. L'impero divenne lo stato più grande del continente, espandendosi da quello che oggi è il Burkina Faso sino al Camerun.
Il nuovo impero fu organizzato in una serie di piccoli emirati debolmente controllati da dan Fodio. Egli divise l'impero in due parti, una governata dal fratello, l'altra dal figlio. Nel 1817 dan Fodio si ritirò dal potere e l'Impero passò al figlio Muhammed Bello. Egli costruì una nuova capitale a Sokoto, trasformandola in una grande città. L'impero nel diciannovesimo secolo venne anche conosciuto come il Califfato di Sokoto. Il fratello di Usman, Abdullahi dan Fodio, continuò a regnare a ovest, e la sua parte di impero, conosciuta come l'emirato di Gwandu, fu trasmessa ai suoi eredi ma rimase subordinata a Sokoto.
Oltre ai suoi progressi militari, l'impero divenne famoso per la sua scolarizzazione. Usman dan Fodio, Bello e Abdullahi furono tutti considerati grandi letterati e, anche se impegnati nel governare un così vasto stato, tutti continuarono a dare grandi contributi nel campo della poesia e in testi religiosi, politici e storici. Benché la scolarizzazione continuasse nell'impero dopo la morte di Bello, essa divenne separata dalla vita politica. Nei secoli l'impero si avvicinò ai costumi hausa, tanto che la lingua hausa divenne la lingua ufficiale.
L'impero continuò ad avere un grande successo economico. I territori hausa, ora riunificati, conseguirono un livello di prosperità mai raggiunto e la regione rimase al sicuro dalle incursioni dei nomadi del Sahara.
Mentre il sultano di Sokoto era l'autorità principale, gli emiri controllavano le altre città, in particolare Kano accrebbe lentamente il suo potere durante il XIX secolo. Nel 1893, durante una crisi per la successione, il re di Kano si assicurò una concreta supremazia.

## Colonizzazione europea
L'impero cominciò a collassare sotto la pressione del colonialismo europeo che distrusse le vie tradizionali del commercio ed armò gli Stati vicini. Nel 1903 sia Sokoto sia Kano furono saccheggiate e l'impero collassò, e venne diviso fra francesi e i britannici.
I colonizzatori preservarono il sistema degli emirati fulani e ai governatori locali fu concessa dai britannici una considerevole autonomia. Il sultano di Sokoto è rimasto sino al giorno d'oggi la principale autorità musulmana della Nigeria, e questo titolo è ancora appannaggio dei discendenti di Usman dan Fodio.